# Мартин жовтоногий
{{#ifeq:0|0|{{#if:|{{#if:Laruscachinnans|[[]}}|}}}}
Мартин жовтоногий (Larus cachinnans)  — великий птах родини мартинових, гніздиться головним чином на території Росії та України в районах, що прилягають до Чорного та Каспійського морів, а також у меншому ступені в Казахстані, Угорщині, Білорусі та Польщі. В Україні осілий, кочовий, перелітний вид.

## Зауваження щодо систематики
Вперше як самостійний вид Larus cachinnans було описано Петером Палласом ще у 1811 році. Проте пізніше, з переглядом систематики, цей таксон почали розглядати як підвид мартина сріблястого — Larus argentatus cachinnans. Проте систематику так званих білоголових мартинів було переглянуто і нині ці види більшість авторів вважають самостійними. Згідно з фундаментальним дослідженням французького орнітолога Пьера Єзу мартин жовтоногий входить до складу групи, що складається з дев'яти видів: мартин сріблястий (Larus argentatus), мартин чорнокрилий (L. fuscus), мартин сибірський (L. vegae), мартин скельний (L. michahellis), мартин американський (L. smithsonianus), мартин жовтоногий (L. cachinnans), мартин севанський (L. armenicus), барабинський мартин жовтоногий L. barabensis і східний L. heuglini. Дискусії з приводу цього списку продовжуються досі, проте відносно видової самостійності жовтоногого мартина суперечок більше немає.

## Морфологічні ознаки
Великого розміру світлий мартин. За загальними розмірами практично не відрізняється від мартинів сріблястого та середземноморського. Маса тіла 0,6—1,3 кг, довжина тіла 52—67 см, розмах крил 128—158 см. У дорослого птаха спина і крила зверху сірі; верхівка крил чорна, з білими плямами; по краю внутрішніх першорядних махових і по краю другорядних махових пер проходить вузька біла смуга; решта оперення біла; навколо очно кільце жовтогаряче; дзьоб жовтий, спереду на нижній щелепі червона пляма; ноги і райдужна оболонка ока жовті. У молодого птаха першого року життя пера спини і верхні покривні пера крил бурі, зі світлою облямівкою; махові пера темно-бурі; другорядні — з білою верхівкою; решта оперення білувата, з темними рисками на голові та шиї і темними плямами на нижній частині тулуба; хвіст біля основи білуватий, на кінці хвоста темно-бура смуга; дзьоб темно-бурий; ноги бурувато-рожеві; райдужна оболонка ока коричнева; навколо очного кільця нема. На другому році життя верх частково набуває сірого кольору, а груди і черево — білого.
Дорослий жовтоногий мартин від сріблястого відрізняється темнішою спиною, темнішим верхом крил і жовтим забарвленням ніг; від дорослого чорнокрилого мартина — сірою спиною і сирим верхом крил. Молодого птаха від молодих особин подібних за розмірів мартинів відрізнити складно.

## Поширення

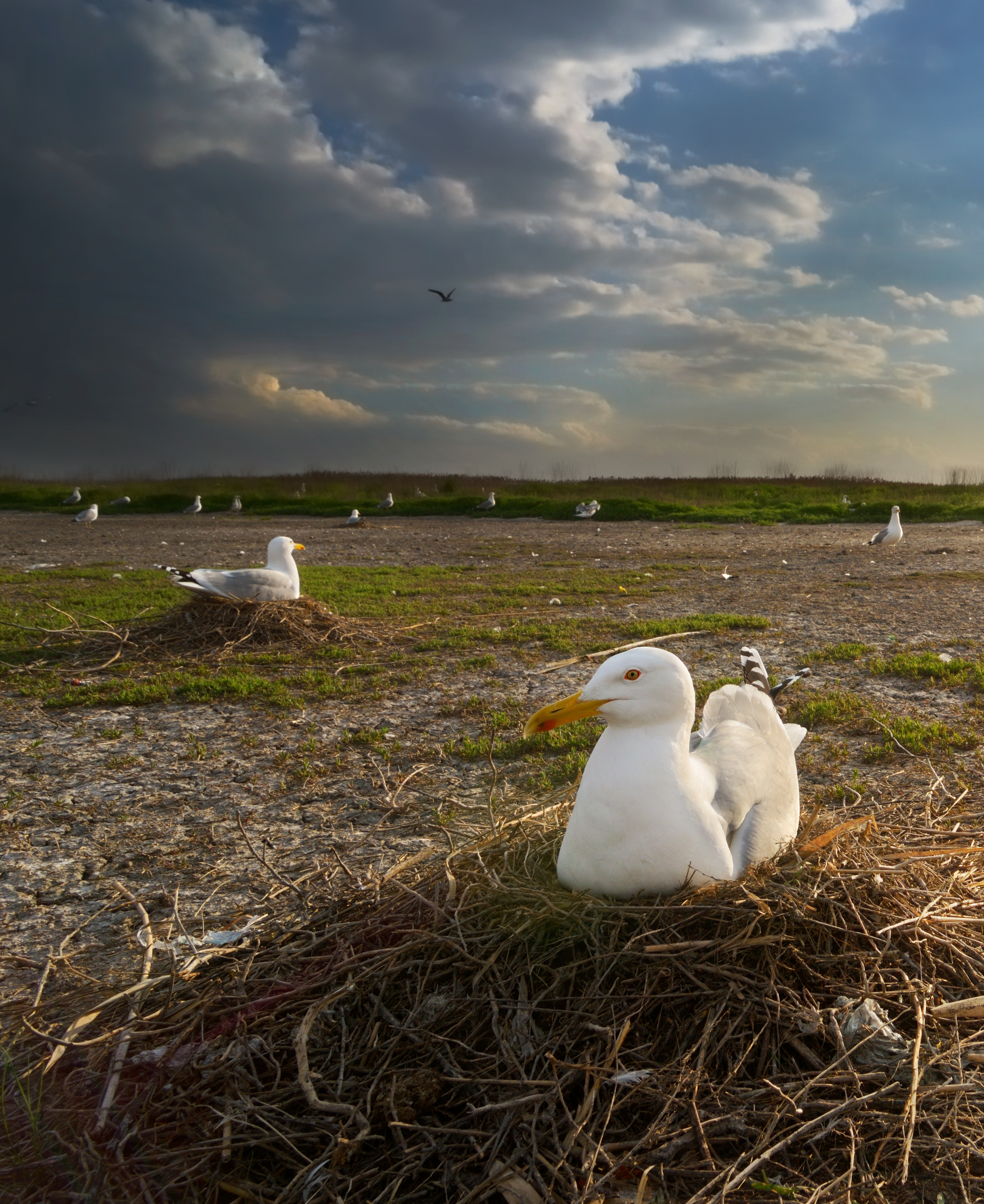
Гніздова колонія мартинів жовтоногих на острові озера Солоний Лиман (Дніпропетровська область)

Від середземноморського узбережжя Піренейського узбережжя на схід до пониззя Керулена та оз. Далайнор. На північ від північного узбережжя Середземного, Чорного, Азовського, Каспійського морів та пониззя впадаючих у них річок, у Західному Сибіру до 56-ї паралелі, до північного узбережжя Байкала, долини Муї. На південь до південного узбережжя Каспійського моря, озер Іссик-Куль та Лобнор, котловини Великих Озер в північно-західній Монголії, Хангая, долини Керулена. Острови: Азорські, Зеленого мису, Мадейра, Канарські, Середземного та Адріатичного морів.
В Україні гніздиться майже на всій території, крім гір та Північного Лівобережжя. Розселення мартина жовтоногого з колоній азово-чорноморського узбережжя на внутрішні водойми України та формування тут стійких гніздових угрупованнь стало можливим після значної антропогенної трансформації континентальних екосистем України, у першу чергу після появи на Дніпрі низки великих водосховищ, а також великої кількості риборозплідних ставів. На території України в останні десятиріччя ХХ ст. сформував у басейнах великих річок чотири нових гніздові угруповання: середньодніпровське, східне (у басейні Сіверського Донця), західне (у басейні Західного Бугу) та центральне (у басейні Південного Бугу), що складаються як з постійно, так і непостійно існуючих колоній. Мігрує скрізь; регулярно зимує вздовж морського узбережжя, на Дніпрі та на заході країни, на водоймах решти території трапляється взимку зрідка.
На більшій частині ареалу це перелітний птах. Зимує в південних частинах ареалу на узбережжях Середземного моря, у Перській затоці.

## Чисельність
Чисельність в Європі оцінюється в 310—580 тис. пар, в Україні — 12,5—17,5 тис. пар.

## Гніздування

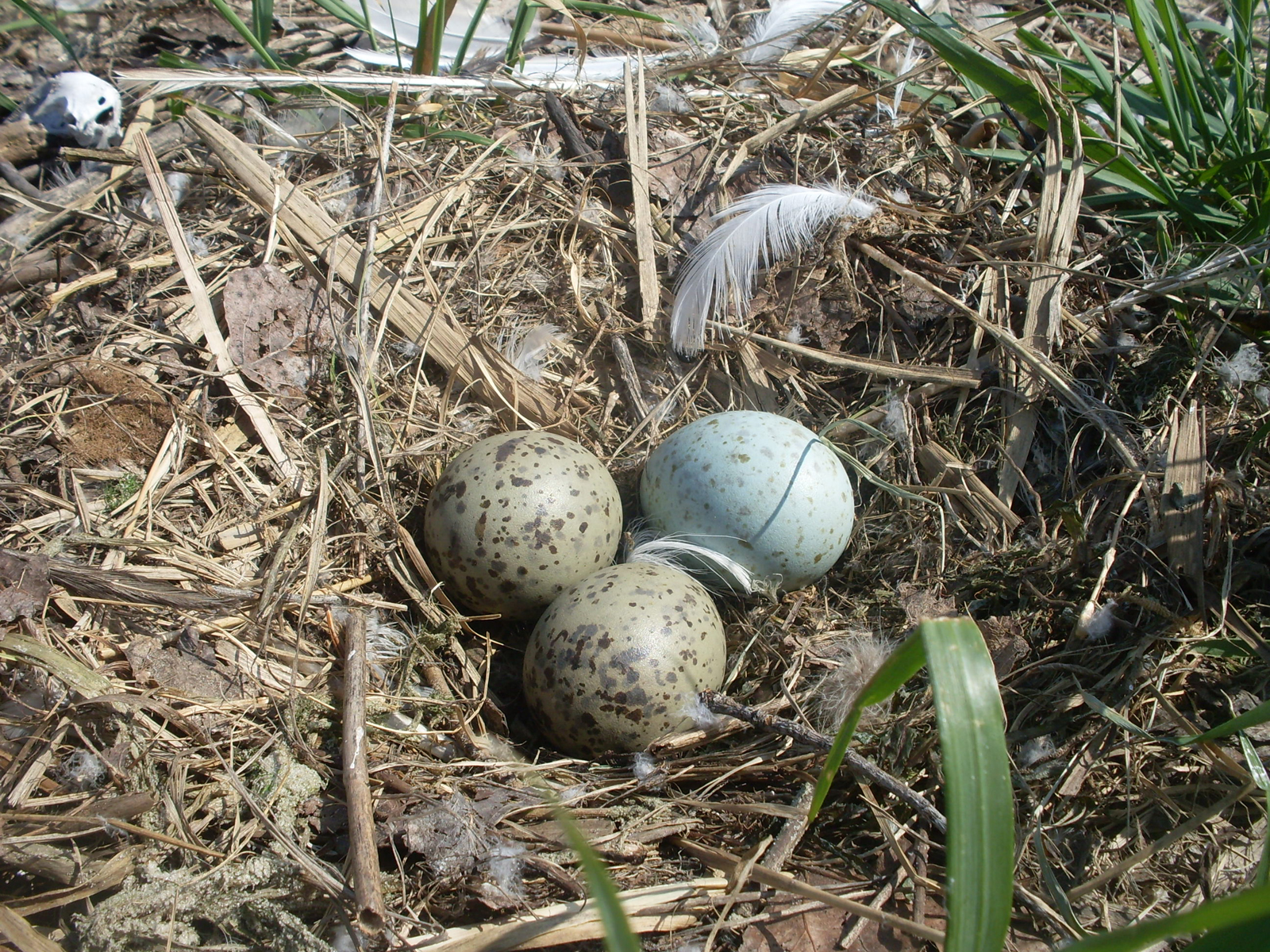
Кладка мартина жовтоногого

До будівництва гнізда приступають із настанням тепла. Гніздо будують обидва птахи із стебел очерету, різноманітних злаків, листків дерев. У повній кладці як правило буває 3 яйця. Розміри та забарвлення яєць дуже варіюють. Основний тон їх частіше має відтінки від світло-зеленого до темно-коричневого, із чорними плямами. Кладка складається зазвичай з 3 яєць. Кладку насиджують 28—30 днів як самець так і самка. Молоді птахи гніздо залишають у віці 45—50 днів. Після вильоту птахи тримаються зграями.

## Живлення
Живляться жовтоногі мартини переважно рибою. У трансформованих екосистемах України мартин жовтоногий живиться стабільними доступними масовими кормами. Основним таким кормом є мертва риба (від 42,7 до 71,7 % раціона). Як додаткові корми використовуються мишоподібні гризуни, птахи, корми антропогенного походження.